# Saint-Ouen-sur-Loire
Saint-Ouen-sur-Loire és un municipi francès, situat a la regió de Borgonya - Franc Comtat, al departament del Nièvre. El 2019 tenia 561 habitants.